# Viola domeykoana
Viola domeykoana är en violväxtart som beskrevs av C. Gay.. Viola domeykoana ingår i släktet violer, och familjen violväxter. Inga underarter finns listade i Catalogue of Life.